# 아이 더 쥬리
《아이 더 쥬리》(I, The Jury)는 미국에서 제작된 리처드 T. 헤프론 감독의 1982년 모험, 범죄, 네오누아르 영화이다. 
스토리는 이전에 1953년 3D로 촬영되기도 했다. 아맨드 아상테 등이 주연으로 출연하였고 로버트 H. 솔로 등이 제작에 참여하였다.

## 출연

### 주연
- 아맨드 아상테
- 바바라 카레라

### 조연
- 로렌 랜던
- 알랜 킹
- 제프리 루이스
- 폴 소르비노
- 주드슨 어니 스콧

## 기타
- 원작자: 미키 스필레인
- 협력프로듀서: 마티 혼스타인
- 미술: 로버트 건드라크
- 의상: 셀리아 브라이언트